# ESAKA MUSE
ESAKA MUSE（えさかミューズ）は大阪府吹田市にあるライブハウス。2004年9月に、旧江坂Boomin Hallから改称した。系列店に、OSAKA MUSE（大阪市中央区心斎橋筋）、KYOTO MUSE（京都市下京区四条通柳馬場西入）がある。